# 青い風
『青い風』（あおいかぜ）は、岡村孝子通算11枚目のシングル。1989年7月1日発売。発売元はファンハウス（現・ソニー・ミュージックレーベルズ）。
8cmCDとシングル・カセットの2形態がリリースされた。

## 解説
5枚目のアルバム『Eau Du Ciel （天の水）』（1989年6月24日）発売から1週間後に、シングルカットの上、発売された。表題曲は、アルバムでは最後に収録されている曲。
岡村は比較的セレクション・アルバムやベスト・アルバムが多く発売されているが、当楽曲はシングル化されながらも長年『Eau Du Ciel』以外で聴くことができなかった。
カップリング曲は、同アルバムタイトル曲。
萩田光雄編曲でキーボードに田代修二が参加した、岡村作品で唯一の作品。

## 収録曲

### 8センチCD
1. 青い風　（4:39）
  - 作詞・作曲 - 岡村孝子 / 編曲 - 田代修二
2. オー・ド・シエル　（5:53）
  - 作詞・作曲 - 岡村孝子 / 編曲 - 萩田光雄[2]

### シングル・カセット
- A面
  1. 青い風
  2. 青い風 （オリジナル・カラオケ）
- B面
  1. オー・ド・シエル
  2. オー・ド・シエル （オリジナル・カラオケ）

## 楽曲の収録作品
- 青い風
  - Eau Du Ciel （天の水）　（5th アルバム）
- 青い風 2013
  - NO RAIN, NO RAINBOW（17th アルバム）
- オー・ド・シエル
  - Eau Du Ciel （天の水）
- オー・ド・シエル （Remix）
  - After Tone II